# Ramaria fagicola
Ramaria fagicola är en svampart som beskrevs av R.H. Petersen 1975. Ramaria fagicola ingår i släktet Ramaria och familjen Gomphaceae.   Inga underarter finns listade i Catalogue of Life.